# Gunung Terang (Madang Suku I)
Gunung Terang is een bestuurslaag in het regentschap Ogan Komering Ulu van de provincie Zuid-Sumatra, Indonesië. Gunung Terang telt 4758 inwoners (volkstelling 2010).